# Sicz tomakiwska
Sicz tomakowska (ukr. Томаківська Січ) – jedna z historycznie poświadczonych lokalizacji siczy zaporoskich, około 60 km na południe od Chortycy. Sicz ta powstała w 1581 roku na dnieprzańskiej wyspie Tomakówka przy prawnym brzegu rzeki w pobliżu dzisiejszego miasta Marganiec. 
W 1593 roku zdobyli i zrujnowali ją Tatarzy. 
Siczowcy brali czynny udział w powstaniu Kosińskiego. Po utracie siczy, założyli oni nową na wyspie Bazawłuk, nazywaną stąd bazawłucką. 
W latach 50. XX wieku, przy zalaniu większości wyspy wodami Zbiornika Kachowskiego, postawiono na niej kamień pamiątkowy dla upamiętnienia siczy.